# Канаський міський округ
Кана́ський міський округ (рос. Канашский городской округ) — адміністративна одиниця Чувашії Російської Федерації.
Адміністративний центр та єдиний населений пункт — місто Канаш.

## Населення
Населення округу становить 45222 особи (2019, 45607 у 2010, 50593 у 2002).